# Јиланд
Јиланд или Јитланд (дан. Jylland), је део Данске који је једино копном повезан с остатком Европе. Реч Jylland потиче из средњовековног данског језика Iütland, што значи „земља Јита“.
Дански дио Јиланда обухвата 29.777 km² и чини више од 2/3 укупне данске површине. Од Скагена на северу до границе на југу је 382 km. Од најисточније тачке код Грене па до западне обале је 191 km. На Јиланду живи 2.463.000 становника.

## Географија
Јиланд је полуострво омеђено Северним морем на западу, Скагераком на северу, Категатом и Балтичким морем на истоку и Немачком на југу. Географски и историјски, Јиланд обухвата регионе Јужног Јиланда (историјски такође Шлесвиг), Западног Јиланда, Источног Јиланда (укључујући Дјурсланд) и Северног Јиланд (укључујући Химерланд, Вендисел, Ханхеред и Ти). Од средине 20. века такође је постало уобичајено означавати област под називом Централни Јиланд (Midtjylland), али њена дефиниција варира. Постоји неколико историјских подела и регионалних назива, а неки се сусрећу и данас. Они укључују Nørrejyllland (историјски назив за целу област северно од Јужног Јиланда, а није идентичан са Nordjylland), Sydvestjylland, Sydjylland (најјужнији део Нерејиланда, за разлику од јужнијег Сендерјиланда), Нордвестјиланд, Кронјиланд и други. Политички, Јиланд тренутно обухвата три савремена данска административна региона Северни Јиланд, Регион Централне Данске и Регион Јужне Данске, заједно са деловима немачке државе Шлезвиг-Холштајн.
Најсевернији део Јиланда је одвојен од копна Лимфјордом, уским воденим делом који дели полуострво од обале до обале. Лимфјорд је раније био дугачак улаз бочате воде, али је фебруарска поплава 1825. створила везу између обала. Ова област се зове Севернојутландско острво, Вендсисел-Ти (по његовим окрузима) или једноставно Јиланд северно од Лимфјорда; само је делимично упоредиво са регионом Северни Јиланд.

## Историја
Јиланд је историјски био једна од три земље Данске, друге две су Сканија и Селанд. Пре тога, према Птоломеју, Јиланд или Кимбријски Черсон били су дом Тевтонаца, Кимбра и Шаруда.
Многи Англи, Саси и Јути су мигрирали из континенталне Европе у Велику Британију почевши око 450. године нове ере. Англи су дали своје име новим краљевствима у настајању под називом Енглеска (тј. „земља Англа“). Краљевство Кент у југоисточној Енглеској је повезано са пореклом Јута и миграцијом, које Беде такође приписује у црквеној историји. Ово такође поткрепљују археолошки записи, са опсежним јиландским налазима у Кенту из петог и шестог века.
Пагански Саксонци су насељавали најјужнији део полуострва, који се граничио са Балтичким морем, све до саксонских ратова 772–804 у нордијском гвозденом добу, када их је Карло Велики насилно покорио и приморао на христијанизацију. Стара Саксонија је била политички апсорбована у Каролиншко царство и Абодрити (или Оботрити), група Вендских Словена који су се заклели на верност Карлу Великом и који су се већим делом преобратили у хришћанство, пресељени су у ову област да би је населили. Стара Саксонија је касније названа Холштајн.
Током индустријализације 1800-их, Јиланд је доживео велику и убрзану урбанизацију и многи људи са села су одлучили да емигрирају. Међу разлозима је био висок и убрзан раст становништва; током века, данско становништво је порасло два и по пута на око 2,5 милиона 1901. године, са милион људи додато у последњем делу 1800-их. Овај раст није узрокован повећањем стопе фертилитета, већ бољом исхраном, санитарним условима, хигијеном и здравственим услугама. Више деце је преживело, а људи су живели дуже и здравије. У комбинацији са падом цена житарица на међународним тржиштима због Дуге депресије, и бољим приликама у градовима због све веће индустријализације, многи људи на селу су се преселили у веће градове или емигрирали. У каснијој половини века, око 300.000 Данаца, углавном неквалификованих радника из руралних подручја, емигрирало је у САД или Канаду. То је износило више од 10% тадашњег укупног становништва, али су нека подручја имала чак и већу стопу емиграције. Године 1850, највећи градови Јиланда Алборг, Архус и Рандерс нису имали више од око 8.000 становника сваки; до 1901. године, Архус је нарастао на 51.800 грађана.
Године 1825, јака олуја у Северном мору на западној обали Јиланда пробила је превлаку Агер Танге у области Лимфјорда, одвојивши северни део Јиланда од копна и ефективно створивши Северно Јиландско острво. Олујни пробој Агер Танга створио је канал Агер, а друга олуја 1862. године створила је канал Тиборен у близини. Канали су омогућили бродовима да пређу до Скагерачког мора. Канал Агер се поново затворио током година, због природног наноса, али канал Тиборен се проширио и био је утврђен и обезбеђен 1875. године.